# Xenopsylla frayi
Xenopsylla frayi är en loppart som beskrevs av De Meillon 1937. Xenopsylla frayi ingår i släktet Xenopsylla och familjen husloppor. Inga underarter finns listade i Catalogue of Life.